# Corpa (ort)
Corpa är en ort i Bolivia.   Den ligger i departementet La Paz, i den västra delen av landet, 500 km nordväst om huvudstaden Sucre. Corpa ligger 3 839 meter över havet och antalet invånare är 418.
Terrängen runt Corpa är platt åt sydväst, men åt nordost är den kuperad. Runt Corpa är det ganska glesbefolkat, med 26 invånare per kvadratkilometer.. Närmaste större samhälle är Guaqui, 10,0 km norr om Corpa. 
Trakten runt Corpa består i huvudsak av gräsmarker.